# Echium virescens

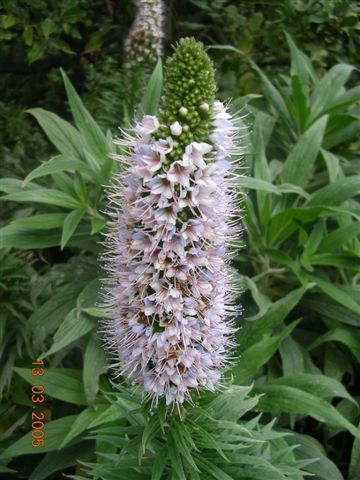
Echium virescens, detall de les corol·les florals.

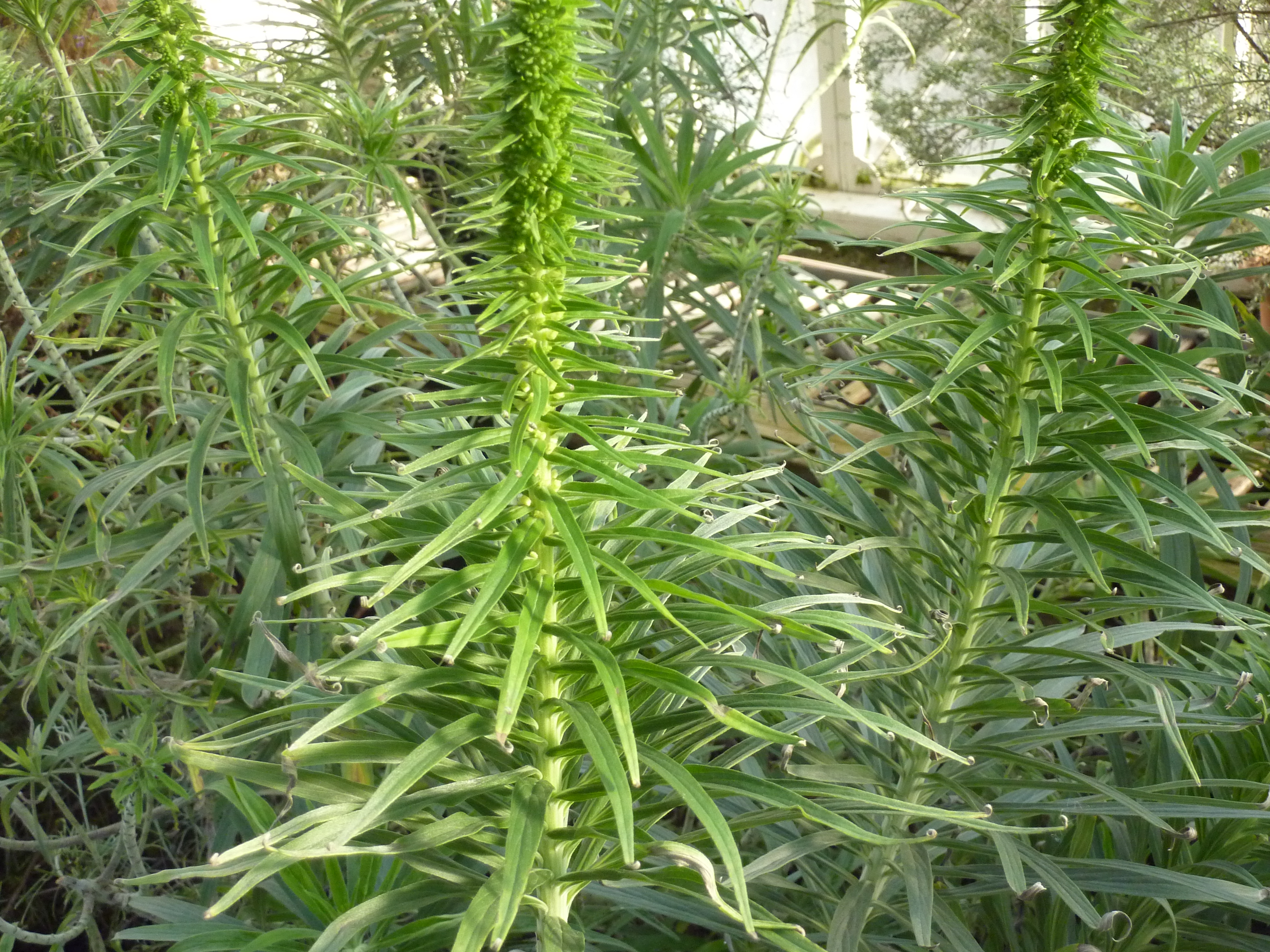
Vista de la planta

Echium virescens és una espècie de planta arbustiva de la família de les boraginàcies, que pot arribar als 2 metres d'altura, i que es desenvolupa a Tenerife a ple Sol i tolera bé períodes perllongats de sequera.

## Descripció
És una planta arbustiva ramificada. Presenta rosetes de diverses inflorescències denses i cilíndriques, amb els laterals de la part superior bifurcats, el que la diferència d'Echium webbii, de l'illa de La Palma, que té la els laterals de la part superior simples. Aquest arbust arriba a aconseguir un port d'uns 2 m. Forma un dens fullatge de color verd grisenc. Les fulles persistents lanceolades són més espesses a la base i menys al llarg de la inflorescència amb pèls per ambdues cares. El calze té els sèpals sol soldats a la base. La corol·la infundibuliforme és una mica zigomorfa, amb els lòbuls de la corol·la asimètrics, i no es troba comprimida lateralment. Té un color blau cel pàl·lid o rosat. Els 5 estams es troben inserits al tub de la corol·la. Floreix a finals d'hivern i principis de primavera.

## Distribució i hàbitat
Endèmic de l'illa de Tenerife. És un Echium de floració blava propi de les regions forestals i la zona baixa dels vessants del sud de l'illa, generalment sobre cingles. Es troba en zones com el Massís d'Anaga, Teno Alto, Altos de Arafo i al Vall de l'Orotava a l'Illa de Tenerife. Requereix sòl ben drenat encara que sigui pobre, sec àrid i exposició a ple Sol.

## Usos
Planta d'ús en jardineria. És una de les principals plantes utilitzades per les abelles mel·líferes en la producció de mel, per la gran riquesa de pol·len i nèctar de les seves flors.

## Taxonomia
Echium virescens va ser descrita per Augustin Pyramus de Candolle i publicada a Catalogus plantarum horti botanici monspeliensis 107, l'any 1813.

### Etimologia
- Echium: nom genèric que deriva del grec echium, que significa "escurçó", per la forma triangular de les llavors, les quals recorden vagament al cap d'un escurçó.
- virescens: epítet llatí que significa "posar-se verd".[2]

### Sinonímia
- Echium strictum Lam.
- Echium virescens var. angustissimum Bolle ex Christ
- Echium virescens var. candollei Coincy[3]